# Anco
Anco Software è stato un produttore e editore di videogiochi britannico con sede a Dartford. Venne fondato nel 1982 con il nome Anirog Software, e iniziò pubblicando alcuni titoli per gli home computer a 8-bit come il VIC-20, il Commodore 64 e lo ZX Spectrum. I titoli di maggiore successo prodotti dall'azienda sono quelli appartenenti alle serie calcistiche Kick Off e Player Manager. Durante la metà degli anni 1990, grazie ad accordi con aziende come Maxis, 3DO e Ubisoft, Anco diventò uno studio di sviluppo vero e proprio, fino alla chiusura avvenuta nel 2003 dopo la morte del proprietario, l'imprenditore anglo-indiano Anil Gupta.

## Storia
L'azienda fu fondata da Anil Gupta e Roger Gamon nel febbraio 1982 come Anirog, nome che deriva dalle prime lettere dei loro nomi di battesimo. I due si erano conosciuti lavorando come ingegneri alla Philips, e parallelamente si misero in società come venditori di computer. Curiosamente il loro punto vendita era nel reparto camere da letto di un emporio di Crawley, ma l'interesse del pubblico non mancava. Scelsero di occuparsi del Commodore VIC-20, che attirava molta attenzione essendo un precoce computer a colori. Tuttavia il software era ancora carente, perlopiù prodotto dalla stessa Commodore e di bassa qualità. Risultò perciò redditizio sviluppare autonomamente nuovo software.
La prima esposizione della Anirog fu alla fiera del Midland ad aprile 1983, dove un ampio pubblico si rivelò interessato ai computer. Gupta e Gamon capirono che uno dei due doveva concentrarsi sulla software house per sfruttarne il potenziale. A maggio 1983 Gupta formò la Anirog Software con Pauline Lucas alla contabilità e Lynn Taylor alle vendite. A giugno aprì un negozio di computer a Dartford, poi seguito da un altro a Horley. I negozi non erano redditizi, ma Gupta li usava per saggiare il mercato. Infine venne stabilita la sede della Anirog a Dartford all'inizio di luglio 1983. Secondo Gupta, già il successo avuto al Commodore Show ripagò le spese per gli uffici.
I primi programmatori furono i figli di Gupta e di Gamon, e altri conosciuti durante l'attività a Crawley e poi addestrati. Il primo gioco fu Cavern Fighter per VIC-20, una variante di Scramble. Nel 1985 si era arrivati a 25 programmatori assunti come esterni, che lavoravano da casa. All'epoca Gupta si occupava di commercio e marketing, Gamon di supervisione sviluppo e della filiale di Horley. Nei primi anni non si fecero campagne pubblicitarie dirette.
L'Anirog diede presto i suoi frutti con una serie di successi, probabilmente il più noto nei primi anni era Flight Path 737, anche se la concorrenza dei giochi importati dagli USA si faceva sempre più forte.
Furono presi accordi molto liberi con sei aziende straniere (in Germania, Francia, Spagna, Canada, Belgio e Paesi Bassi) per commercializzare l'una i programmi dell'altra nel proprio paese. L'utilità Sprite Machine della Anirog fu il primo software norvegese commercializzato nel Regno Unito.
Nel 1985 si tentò di diversificare pubblicando la periferica di campionamento vocale Voice Master e la tavoletta grafica Super Sketch. Anirog progettava anche di entrare nel mercato del software educativo con Rhymeland, che tuttavia non uscì.
Oltre al VIC-20, l'azienda si dedicò da subito al settore computer pubblicando prodotti per Commodore 64, ZX Spectrum e in seguito Amstrad CPC. Anirog fu anche una delle prime aziende a entrare nel mercato del Commodore 16 e la prima a utilizzare commercialmente i turbo tape per C16. Tra i primi titoli, Pharaoh's Tomb (1982) per VIC-20 e Slap Dab (1983) per VIC-20 e Spectrum ebbero un certo successo, ma non a livello mediatico. A partire da Harrier Mission (1985), un simulatore di volo tra i più ambiziosi per i suoi tempi, l'azienda iniziò ad avere l'attenzione degli esperti del settore. Entro il 1986 Gupta e Gamon interruppero la loro collaborazione e Gupta continuò da solo a dirigere le attività della Anirog, cambiandone la ragione sociale in Anco; non molto tempo dopo Gamon morì per un tumore al cervello. Dopo la rinomina in Anco, un altro successo arrivò con Thai Boxing (1986), tra i primi picchiaduro a incontri notevoli sulle piattaforme casalinghe. Nel frattempo l'interesse dell'azienda si estendeva anche ai computer a 16 bit. Seguirono i buoni risultati di Strip Poker 2 Plus e Karting Grand Prix (1988).
La vera svolta ci fu però con il rivoluzionario gioco calcistico Kick Off (1989) per sistemi a 16 bit (mentre le versioni a 8 bit non furono affatto notevoli), il cui successo fece entrare la Anco tra le maggiori etichette del suo campo. Ciò ebbe importanti conseguenze anche sulle strategie produttive della Anco, che in seguito si dedicò quasi interamente a consolidare il successo della sua serie calcistica, facendo poche eccezioni come Death Trap (1990) e Tip Off (1992). Il massimo tecnico della serie si raggiunse probabilmente con Kick Off 2: The Final Whistle (1991), e nel frattempo il successo si estese alla componente manageriale del calcio con Player Manager (1990).
I problemi della Anco cominciarono proprio quando l'azienda era ancora al suo apice. Dino Dini, autore di Kick Off e Player Manager, lasciò l'azienda per fondare una propria etichetta, ed entrambe le serie cominciarono a declinare in qualità, oltre che a subire la forte concorrenza di Sensible Soccer. Nella seconda metà degli anni novanta gli sviluppatori delle due serie ebbero difficoltà in particolare ad adattarsi alle nuove tecnologie. La perdita della popolarità delle due serie portò anche la Anco verso il declino alla fine del decennio. Si strinsero collaborazioni con aziende come Maxis, Ubisoft e The 3DO Company, ma apparentemente ciò non bastò a sanare i debiti. La Anco chiuse nel 2003, poco dopo la morte del proprietario Anil Gupta. Questi scomparve inaspettatamente il 20 maggio 2003, dopo una breve malattia. L'eredità della Anco venne raccolta dalla neonata Floodlit Software. Questa però non sembra aver prodotto nulla di rilevante e chiuse entro l'anno successivo; tutto il personale passò alla Beautiful Game Studios per lavorare a Championship Manager 5.

## Videogiochi pubblicati
Elenco approssimativo dei videogiochi pubblicati (non necessariamente sviluppati) da Anco o Anirog.
- 3D Time Trek (1983)
- 6 of the Best (1987), raccolta per Commodore 16
- Atlantis (1985)
- Battle Through Time (1984)
- Bongo (1984)
- Bridgehead (1986)
- Catacombs (1984)
- Cavern Fighter (1982)
- Classic Snooker (1987)
- Cosmic Commando (1983)
- Cruncher Factory (1987)
- Cybotron (1984)
- Dark Dungeons (1983)
- Death Trap (1990)
- Deathbots (1990)
- Demolition (1987)
- Dr. Fruit (1987)
- Escape from Paradise (1987)
- Fantasy Manager: The Computer Game (1994)
- Favourite 4: Vol 1 (1985), raccolta per Commodore 16
- Five-a-Side Soccer (1985)
- Flight Path 737 (1984)
- Football Crazy Challenge (1991)
- Frogrun! (1983), clone di Frogger
- Galactic Abductors (1983)
- Galaxy (1983), clone di Galaga
- Ghost Town (1986)
- Golf o Tee Up (1987)
- Grid Start (1987)
- Harrier Mission (1985)
- Hexpert (1983)
- Highway Hawks (1989)
- House of Usher (1984)
- Ice Hunter (1984)
- Indian Attack (1983)
- Karting Grand Prix (1988)
- Kick Off (1989)
- Kick Off 2 (1990)
- Kick Off 2: Giants of Europe (1990), espansione
- Kick Off 2: Return To Europe (1991), espansione
- Kick Off 2: The Final Whistle (1991), espansione
- Kick Off 2: Winning Tactics (1991), espansione
- Kick Off 3 (1994)
- Kick Off 3: European Challenge (1994)
- Kick Off 96 (1996)
- Kick Off Collection (1990), raccolta
- Kick Off: Extra Time (1989), espansione
- Kong (1983), clone di Donkey Kong
- Krazy Kong (1983), clone di Donkey Kong
- Las Vegas (1984)
- Legionnaire (1986)
- Magic Madness (1985)
- Maria's Christmas Box o Maria Whittaker's X-Mas Strip Poker (1988)
- Minipedes (1985), clone di Centipede
- Missile Defence (1983), clone di Missile Command
- Moon Buggy (1983), clone di Moon Patrol
- Out on a Limb (1984)
- P.C. Fuzz (1984)
- Petch (1985), riedizione di Pengo della Colosoftware
- Pharaoh's Tomb (1982)
- Pin Point (1986)
- Player Manager (1990)
- Player Manager 2 (1995)
- Player Manager 98/99 (1998)
- Quantox (1988)
- Rally Cross Challenge (1989)
- Robbeary (1988)
- Skramble (1983), clone di Scramble
- Slap Dab (1983)
- Slapshot (1984)
- Space Battle (1987)
- Space Pilot (1985)
- Space Pilot 2 (1986)
- Sports 4 (1986)
- Sprite Machine (1985), utilità
- Starbase Defence (1983)
- Strip Poker II Plus (1988)
- Strip Poker: A Sizzling Game of Chance (1986)
- Summer Events (1987)
- Survivor (1984)
- Terra Nova (1987)
- Thai Boxing (1986)
- The Dungeons (1983)
- Tiebreaker (1987)
- Tip Off (1992)
- Tom (1986)
- Trivia Trove (1987)
- Trivia U.K. (1985)
- Vaders (1987)
- War Play (1986)
- Winter Events (1986)
- Xeno II (1982)
- XR-35 Fighter Mission (1988)
- Zaga Mission (1984)
- Zodiac (1984)

## Videogiochi sviluppati per altri editori
Elenco approssimativo dei videogiochi sviluppati da Anco e pubblicati da altre società, soprattutto negli ultimi anni di attività.
- Alex Ferguson's Player Manager 2001 o Guy Roux Manager 2001 (2000)
- Kevin Keegan's Player Manager o K. H. Rummenigge's Player Manager (1993)
- Kick Off 2002 (2002)
- Kick Off World (1998)
- Play As Manager (2001, online)
- Player Manager 2000 (2000)
- Player Manager 2003 (2003)
- Sven-Göran Eriksson's World Challenge (2002)
- Sven-Göran Eriksson's World Manager (2002)